# Ли Дунхуа
Ли Дунхуа (кит. упр. 李东华, пиньинь Lǐ Dōnghuá, р.10 декабря 1967) — швейцарский гимнаст китайского происхождения, чемпион мира и Европы, олимпийский чемпион.

## Биография
Ли Дунхуа родился в 1967 году в Чэнду (провинция Сычуань). Ещё школьником ходил в секцию гимнастики, в 1974 году стал чемпионом Чэнду среди детей в абсолютном первенстве, в 1978 году на молодёжном первенстве провинции Сычуань стал чемпионом в вольных упражнениях, упражнениях на коне и упражнениях на перекладине. В 1980 году занял второе место в многоборье на чемпионате Китая среди юниоров. В 1987 году выиграл кубок КНР в упражнениях на коне.
Готовясь к участию в Олимпиаде в Сеуле, Ли Дунхуа в январе 1988 года упал с брусьев и повредил позвоночник. Во время лечения он познакомился с Эсперансой Фридли из Швейцарии и влюбился в неё. Они поженились, и он уехал вместе с ней в Люцерн.
В Швейцарии Ли пришлось ждать пять лет получения швейцарского гражданства, после чего он начал выступать на международных соревнованиях под флагом этой страны. В 1994 году он стал бронзовым призёром чемпионата мира в упражнениях на коне, а в 1995 году стал чемпионом мира в этой дисциплине. В 1996 году он завоевал золотые медали чемпионата Европы и Олимпийских игр, а также серебряную медаль чемпионата мира.
Ли Дунхуа женат вторым браком на гимнастке Цянь Хуань, у него есть дочь от первого брака, родившаяся в 1996 году, и сын от второго брака, родившийся в 2012 году.